# Amt Unna-Kamen
Das Amt Unna-Kamen war bis zur Kommunalreform, die am 1. Januar 1968 in Kraft trat, ein Amt im Kreis Hamm, ab 1930 Kreis Unna. Es gehörte zur preußischen Provinz Westfalen und zum Land Nordrhein-Westfalen. Die Amtsverwaltung befand sich in der Stadt Unna.

## Geographie

### Lage
Das Amt erstreckte sich vom Nordwesten bis zum Osten des Kreises/Landkreises Hamm bzw. Kreises Unna. Das Gebiet bestand aus zwei räumlich voneinander getrennten Teilen westlich und östlich der aneinandergrenzenden amtsfreien Städte Kamen und Unna.

### Nachbarn
Das Amt Unna-Kamen grenzte, im Uhrzeigersinn im Norden beginnend, an die Ämter Pelkum und Rhynern, an das Amt Werl im Kreis Soest, an das Amt Fröndenberg, an die amtsfreien Städte Unna und Kamen sowie an die Ämter Aplerbeck und Lünen im Kreis/Landkreis Dortmund (nach mehreren zwischenzeitlichen Änderungen der Amtseinteilung im Kreis Dortmund und der Bildung des Kreises Hörde 1887 schließlich ab 1928/29 die kreisfreien Städte Dortmund und Lünen sowie infolge der Eingliederung eines Teiles des aufgelösten Kreises Hörde 1929 auch die Ämter Westhofen und Ergste im Kreis Iserlohn).

## Geschichte
Die preußische Landgemeindeordnung für die Provinz Westfalen von 1841 ersetzte die in der Franzosenzeit (1806 bis 1813) eingeführten Bürgermeistereien mit Wirkung ab 1843 durch Ämter.
Im Kreis Hamm wurde zunächst aus der Landbürgermeisterei Unna das Amt Unna und aus der Landbürgermeisterei Kamen das Amt Kamen gebildet. Kamen hatte kurz zuvor das Stadtrecht erhalten und blieb wie die Stadt Unna amtsfrei. Beide Ämter wurden in Personalunion verwaltet und bereits 1845 zu einem Amt Unna-Kamen zusammengeschlossen.
Das Amt umfasste seitdem die 19 Gemeinden Afferde, Heeren, Hemmerde, Lünern, Methler, Mühlhausen, Niederaden, Niedermassen, Oberaden, Obermassen, Siddinghausen, Stockum, Südkamen, Uelzen, Wasserkurl, Weddinghofen, Werve, Westhemmerde und Westick b. Kamen.
Anlässlich der Auskreisung der Stadt Hamm am 1. April 1901 wurde aus dem Kreis der Landkreis Hamm. 1910 wurden die beiden Gemeinden Heeren und Werve zur Gemeinde Heeren-Werve zusammengeschlossen und 1911 wurden Niedermassen und Obermassen zur Gemeinde Massen zusammengeschlossen.
Das Amt wurde anlässlich der Auflösung des Landkreises Hörde am 1. August 1929 um die Gemeinden Hengsen, Holzwickede und Opherdicke sowie um Teile von Sölde vergrößert. Nach dieser Gebietserweiterung wurde der Landkreis Hamm im Oktober 1930 in Kreis Unna umbenannt.
Am 1. Januar 1966 wurden Oberaden und Weddinghofen mit den Gemeinden Bergkamen, Heil und Rünthe des Amtes Pelkum zu einer neuen amtsfreien Gemeinde Bergkamen zusammengeschlossen. Durch das Gesetz über den Zusammenschluß der Gemeinden Methler, Wasserkurl und Westick wurden außerdem am 1. Januar 1967 Methler, Wasserkurl und Westick zu einer neuen Gemeinde zusammengeschlossen.
Am 1. Januar 1967 schieden Holzwickede, Hengsen und Opherdicke aus dem Amt aus und wurden amtsfreie Gemeinden.
Am 1. Januar 1968 wurde das Amt, das nun noch 13 Gemeinden umfasste, durch das Gesetz zur Neugliederung des Landkreises Unna aufgelöst:
- Afferde, Hemmerde, Lünern, Massen, Mühlhausen, Siddinghausen, Stockum, Uelzen und Westhemmerde wurden Teil der neuen Stadt Unna.
- Heeren-Werve, Methler und Südkamen wurden Teil der neuen Stadt Kamen.
- Niederaden wurde in die kreisfreie Stadt Lünen eingegliedert.

## Gemeinden

### Gliederung der Landbürgermeisterei Unna
Die Landbürgermeisterei Unna war bis 1843 wie folgt gegliedert:
- A. Landkirchspiel und Steuergemeinde Unna
  - 1. Afferde
  - 2. Niedermassen
  - 3. Obermassen
  - 4. Uelzen
- B. Kirchspiel und Steuergemeinde Lünern
  - 5. Lünern
  - 6. Mühlhausen
  - 7. Stockum
- C. Kirchspiel und Steuergemeinde Hemmerde
  - 8. Hemmerde
  - 9. Siddinghausen
  - 10. Westhemmerde

### Gliederung der Bürgermeisterei Kamen
Die Bürgermeisterei Kamen war bis 1843 wie folgt gegliedert:
- A. Kirchspiel und Steuergemeinde Heeren
  - 1. Heeren
  - 2. Werve
- B. Steuergemeinde Kamen[10]
  - 3. Südkamen
- C. Kirchspiel Methler
  - 4. Methler (gehörte zur Steuergemeinde Methler)
  - 5. Niederaden (gehörte zur Steuergemeinde Aden)
  - 6. Oberaden (gehörte zur Steuergemeinde Aden)
  - 7. Wasserkurl (gehörte zur Steuergemeinde Methler)
  - 8. Weddinghofen (gehörte zur Steuergemeinde Aden)
  - 9. Westick (gehörte zur Steuergemeinde Methler)

Die genannten 19 Orte der Landbürgermeisterei Unna und der Bürgermeisterei Kamen wurden Landgemeinden im Amt Unna-Kamen im Sinne der Landgemeindeordnung für die Provinz Westfalen.

### Gebietsänderungen
| Datum      | Gemeinde vor der Änderung                                                              | Maßnahme        | Gemeinde nach der Änderung |
| ---------- | -------------------------------------------------------------------------------------- | --------------- | -------------------------- |
| 01.04.1910 | Heeren, Werve                                                                          | Zusammenschluss | Heeren-Werve               |
| 01.04.1911 | Niedermassen, Obermassen                                                               | Zusammenschluss | Massen                     |
| 01.08.1929 | Sölde (bisher im Kreis Hörde), Rausingen                                               | Umgliederung    | Holzwickede                |
| 01.04.1932 | Heil (Amt Pelkum), Gebietsteile                                                        | Umgliederung    | Oberaden                   |
| 01.01.1966 | Bergkamen (Amt Pelkum), Heil (Amt Pelkum), Oberaden, Rünthe (Amt Pelkum), Weddinghofen | Zusammenschluss | Bergkamen, amtsfrei        |
| 01.01.1967 | Methler, Wasserkurl, Westick                                                           | Zusammenschluss | Methler                    |

### Verbleib der Gemeinden
| Ehemalige Gemeinde | Datum der Änderung | Neue Gemeinde | Anmerkungen                      |
| ------------------ | ------------------ | ------------- | -------------------------------- |
| Afferde            | 01.01.1968         | Unna          |                                  |
| Heeren-Werve       | 01.01.1968         | Kamen         |                                  |
| Hemmerde           | 01.01.1968         | Unna          |                                  |
| Hengsen            | 01.01.1967         | amtsfrei      | am 1. Januar 1968 zu Holzwickede |
| Holzwickede        | 01.01.1967         | amtsfrei      | am 1. Januar 1968 zu Holzwickede |
| Lünern             | 01.01.1968         | Unna          |                                  |
| Massen             | 01.01.1968         | Unna          |                                  |
| Methler            | 01.01.1968         | Kamen         |                                  |
| Mühlhausen         | 01.01.1968         | Unna          |                                  |
| Niederaden         | 01.01.1968         | Lünen         |                                  |
| Oberaden           | 01.01.1966         | Bergkamen     |                                  |
| Opherdicke         | 01.01.1967         | amtsfrei      | am 1. Januar 1968 zu Holzwickede |
| Siddinghausen      | 01.01.1968         | Unna          |                                  |
| Stockum            | 01.01.1968         | Unna          |                                  |
| Südkamen           | 01.01.1968         | Kamen         |                                  |
| Uelzen             | 01.01.1968         | Unna          |                                  |
| Wasserkurl         | 01.01.1967         | Methler       | am 1. Januar 1968 zu Kamen       |
| Weddinghofen       | 01.01.1966         | Bergkamen     |                                  |
| Westhemmerde       | 01.01.1968         | Unna          |                                  |
| Westick            | 01.01.1967         | Methler       | am 1. Januar 1968 zu Kamen       |